# Sânmartin, Harghita
Sânmartin (în maghiară Csíkszentmárton) este satul de reședință al comunei cu același nume din județul Harghita, Transilvania, România.

## Așezare
Localitatea Sânmartin se află situată în sudul județului Harghita, în Depresiunea Ciucului, pe valea pârâului Vișag, pe DN12, Sâncrăieni - Sânsimion - Băile Tușnad.

## Scurt istoric
Săpăturile arheologice făcute pe teritoriul acestei localitîți de-a lungul timpului au adus dovezi materiale ale existenței omului aici încă din cele mai vechi timpuri, astfel la bifurcația dintre drumul comunal și cel județean, pe o terasă a pârâului Vișag s-au descoperit fragmente ceramice modelate cu mâna și cu roata, aparținând perioadei dacice din secolele II î.Hr. și secolul I d.Hr.
Pe teritoriul satului se află o așezare de tip Coțofeni și Wietenberg. În vatra satului, cu prilejul unor săpături efectuate în anul 1989, s-a descoperit un mormânt aflat într-o cistă aparținând culturii amforelor sferice, iar din alt loc provin mai multe tetradrahme thasiene.
Satul Sânmartin, între anii 1762 și 1851 a făcut parte din Compania a IV-a ce aparținea Primului Regiment Secuiesc de Infanterie. 
Începând cu anul 1876 localitatea Sânmartin a aparținut de Comitatul Ciuc, din Regatul Ungariei, apartenență ce a încetat în anul 1920, odată cu semnarea Tratatului de la Trianon, tratat ce prevedea stabilirea noilor frontiere ale Ungariei cu vecinii săi. Deci, Sânmartinul a devenit, legal, localitate românească. 

## Economie
Activitatea economică a localității este bazată pe agricultură prin cultivarea terenurilor (cereale, cartof, sfeclă de zahăr), exploatarea fânețelor și creșterea animalelor, pe activități în exploatarea și prelucrarea primară a lemnului, comerțul cu produse agricole și activități agroturistice.

## Monumente istorice și atracții turistice
- Biserica romano-catolică „Sf. Martin”
- Capela romano-catolică, construcție la 1564

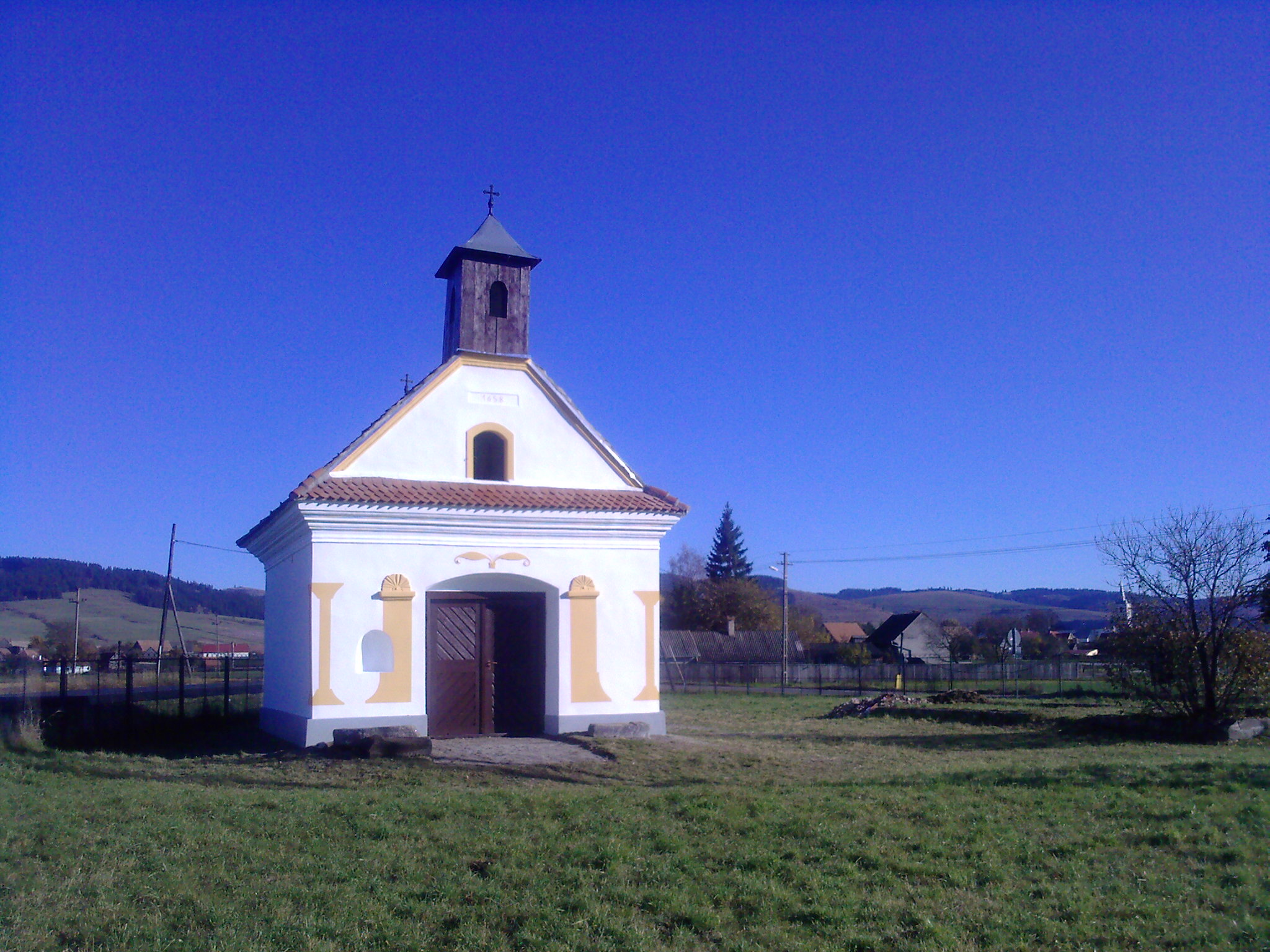
Capela romano-catolică

- Monumentul eroilor maghiari

## Localități înfrățite
- Kenderes, Mórahalom & Zalahaláp - Ungaria